# Vlag van Yucatán
De vlag van Yucatán heeft aan de hijszijde een groene verticale baan met vijf witte sterren. De rest van de vlag bestaat uit drie horizontale banen in de kleurencombinatie rood-wit-rood, waarbij de witte baan volgens de meeste bronnen groter is dan een rode, waarbij de hoogte-breedteverhouding van de vlag net als die van de Mexicaanse vlag 4:7 is.
Het is de vlag die wordt gebruikt door de Mexicaanse staat Yucatán, voorheen de Republiek Yucatán. In het midden van de 19e eeuw werd de vlag uitgeroepen op het grondgebied van het schiereiland Yucatán door de Republiek Yucatán, die de huidige Mexicaanse staten Yucatán, Campeche en Quintana Roo omvat.
De officiële status van de vlag vloeide voort uit een hervorming van de politieke grondwet van de Verenigde Mexicaanse Staten die eind 2022 werd doorgevoerd om staten toe te staan hun eigen symbolen aan te nemen. De vlag werd voor het eerst in 182 jaar door de autoriteiten van de staat gehesen op 21 augustus 2023 in de hoofdstad van de staat, Mérida, en de vlag werd het officiële symbool van de staat op 13 augustus 2024, de dag nadat de Ley del Escudo, la Bandera y el Himno in het staatsblad was gepubliceerd.
De betekenis van de kleuren van de vlag is als volgt: Het groen staan voor het land, Het wit staan voor het religie, en het rood staan voor het bloed. De vijf sterren verwijst naar de vijf departementen die Yucatán werd verdeeld door decreet van 30 november 1840: Mérida, Izamal, Valladolid, Tekax en Campeche.

## Geschiedenis

### Vlag van de Republiek Yucatán

Vlag van de Republiek Yucatán.

In 1841 scheidde Yucatán zich samen met Campeche en Quintana Roo van Mexico af om de Republiek van Yucatán te vormen. De vlag heeft aan de hijszijde een groene verticale baan met vijf witte sterren. De rest van de vlag bestaat uit drie horizontale banen in de kleurencombinatie rood-wit-rood, waarbij de witte baan volgens de meeste bronnen groter is dan een rode. De witte sterren staan voor de vijf departementen van het land: Mérida, Campeche, Valladolid, Izamal en Tekax. De kleuren zijn afkomstig uit de vlag van Mexico. Op 13 augustus 2024 kreeg de vlag eerherstel als de officiële vlag van de Mexicaanse staat Yucután.

### Oude onofficiële vlag van Yucatán

Wapperde vlag van Yucatán.

Behalve de vlag met het staatswapen, en natuurlijk de Mexicaanse nationale vlag, is ook de vlag van de Republiek Yucatán in het Yucateekse straatbeeld te zien. Deze vlag was in de 19e eeuw een separatistisch symbool, maar wordt tegenwoordig vooral als historisch en toeristisch symbool gezien, doorgaans zonder separatistische bedoelingen; het gebruik ervan wordt zelfs gestimuleerd door de staatsoverheid.
De oude onofficiële vlag van 1989 tot 2023 toont het wapen van Yucatán centraal op een witte achtergrond, waarbij de hoogte-breedteverhouding van de vlag net als die van de Mexicaanse vlag 4:7 is.
Net als de meeste andere staten van Mexico heeft Yucatán geen officiële vlag, maar wordt de hier onder (onder) afgebeelde vlag op niet-officiële wijze gebruikt.
De vlag werd op 13 augustus 2024 het officiële staatssymbool en verving de onofficiële vlag bestaande uit een wapen op een witte achtergrond. Het uitvoerend orgaan van de regering van de staat Yucatán zwaaide na 183 jaar opnieuw met de historische vlag van de Republiek Yucatán.

Oude onofficiële vlag van Yucatán (1989-2024)

## Vlaggen van gemeenten

Vlag van Tekax